# Boca Juniors de Tocoa
El Boca Juniors de Tocoa es un club de fútbol Hondureño de la ciudad de Tocoa que milita en la Liga de Ascenso de Honduras.

## Historia
Fue fundado el 7 de agosto de 1995 en la ciudad de Tocoa, inspirándose en el club argentino.

### Ascenso a Segunda
El club ascendió a Segunda División en 2015 luego de quedar campeón en la regional norte de Liga Mayor y luego de derrotar al Trinidad F.C., campeón de Occidente, ascendiendo así a segunda división donde sigue actualmente.

## Estadio
El club hace de local en el Estadio Francisco Martínez Durón de la ciudad de Tocoa con capacidad de 6000 espectadores.

## Rivalidades
El club mantiene una Rivalidad con el otro club de la ciudad, el Real Sociedad con el que disputan el derby tocoeño.[cita requerida]

## Datos del Club
- Temporadas en Liga Nacional: 0
- Temporadas en Liga de Ascenso: 10 (2015-2025)
- Temporadas en Liga Mayor: 16 (1999-2015)
- Estadio: Estadio Francisco Martínez Durón
- Títulos de Liga de Ascenso: 0
- Fecha de fundación: 7 de agosto de 1999

## Palmarés

### Títulos nacionales
- Liga Mayor de Fútbol de Honduras: 1

2015

## Uniforme
- Uniforme titular: Camiseta blanca con franja horizontal azul profundo y detalles amarillos, pantalón blanco, medias blancas.
- Uniforme alternativo: Camiseta azul profundo, pantalón azul profundo, medias azul profundo.

### Indumentaria y Patrocinadores
| Período         | Proveedor   |
| --------------- | ----------- |
| 2025 - Presente | Gocas Sport |

| Período         | Patrocinador                                                            |
| --------------- | ----------------------------------------------------------------------- |
| 2025 - Presente | Enred Comercial Los Negritos Ferrekris Caramar Importadora Noelia Incom |